# ماریو بوکالاته
ماریو بوکالاته (انگلیسی: Mario Boccalatte; ۴ مهٔ ۱۹۳۳ – ۱۰ مارس ۲۰۲۱) بازیکن فوتبال اهل ایتالیا بود.
از باشگاه‌هایی که در آن بازی کرده‌است می‌توان به باشگاه فوتبال مونتسا و باشگاه فوتبال رجانا اشاره کرد.